# La Gloria (östra La Trinitaria kommun)
La Gloria är en ort i Mexiko.   Den ligger i kommunen La Trinitaria och delstaten Chiapas, i den sydöstra delen av landet, 900 km öster om huvudstaden Mexico City. La Gloria ligger 864 meter över havet och antalet invånare är 249.
Terrängen runt La Gloria är lite bergig. Runt La Gloria är det ganska tätbefolkat, med 60 invånare per kvadratkilometer. Närmaste större samhälle är Amparo Aguatinta, 6,8 km nordost om La Gloria. I omgivningarna runt La Gloria växer i huvudsak städsegrön lövskog.